# 쇼그렌 증후군
쇼그렌 증후군 또는 셰그렌 증후군(Sjögren's syndrome, SjS, SS)은 체내에서 수분을 생성하는 샘에 영향을 미치는 만성 자가 면역 질환이다. 한국에서는 쇼그렌 증후군, 쉐그렌 증후군, 건조증후군등으로 불리고 있다. 이 증후군에 의해 주로 구강건조증, 건성각결막염으로 발전한다. 다른 증상으로는 피부 건조증, 만성 기침, 질 건조증, 팔다리의 저림, 피곤, 근육통과 관절통, 갑상선 질환 등이 있다. 이 증후군이 있는 환자는 림프종에 걸릴 확률이 5% 증가한다.
구체적인 병인은 알려져 있지 않으나, HLA DR4 유전자와, 바이러스나 세균 노출과 같은 환경 트리거의 결합을 수반하는 것으로 알려져 있다. 다른 건강 문제와는 독립적으로 발생할 수 있고(일차적 쇼르겐 증후군), 또는 다른 결합조직병의 결과(이차적 쇼그렌 증후군)로 나타날 수 있다. 점진적으로 일어나는 염증이 샘에 악영향을 줄 수 있다. 진단의 경우, 수분을 생성하는 샘을 해부하고 특정 항체를 찾기 위한 혈액 검사를 수반함으로써 이루어진다. 해부 시 샘 안에 림프구가 있는 것이 보통이다.
치료의 경우 환자의 대증요법에 집중한다. 안구 건조증의 경우 인공 눈물, 염증 감소를 위한 약물, 눈물점막개, 비루관을 닫는 수술이 시도될 수 있다. 구강 건조증의 경우, 껌(설탕이 없는 것이 선호됨), 물을 조금씩 섭취, 타액 대체물이 사용될 수 있다. 관절통이나 근육통이 있는 환자의 경우, 이부프로펜을 투여할 수 있다. 항히스타민제와 같이 건조증을 유발할 수 있는 약물 또한 중단한다.
이 질병은 1933년 스웨덴의 헨릭 쇼그렌(Henrik Sjögren)이 처음 발견하여 질병의 이름이 지어졌으나, 이 증상이 있는 환자에 대한 초기의 기록들은 많이 존재한다. 인구 중 0.2%~1.2%가 영향을 받으며, 그 중 절반이 1차적 형태로, 나머지 절반이 2차적 형태이다. 여성은 남성에 비해 약 10배 더 영향을 더 받으며, 보통 중세시대에 시작한 것으로 보고 있다. 그러나 누구든지 이 증후군에 영향을 받을 수 있다. 기타 자가 면역 질환이 없는 사람의 경우 기대 수명은 변하지 않는다.

## 같이 보기
- 쇼그렌-라손 증후군